# Aphrophora tahagii
Aphrophora tahagii är en insektsart som beskrevs av Matsumura 1940. Aphrophora tahagii ingår i släktet Aphrophora och familjen spottstritar. Inga underarter finns listade i Catalogue of Life.